# Хеллман, Эрнесто
Эрнесто Хеллман (итал. Ernesto Hellmann, 9 ноября 1898 — 9 сентября 1952) — итальянский шахматист, национальный мастер. В составе сборной Италии участник двух шахматных олимпиад (1928 и 1931 гг.) и неофициальной шахматной олимпиады 1936 г.

## Спортивные результаты
| Год  | Город   | Соревнование                                                     | + | − | = | Результат | Место |
| ---- | ------- | ---------------------------------------------------------------- | - | - | - | --------- | ----- |
| 1923 | Триест  | Чемпионат Триеста                                                |   |   |   |           |       |
| 1926 | Ливорно | Турнир итальянских шахматистов с участием С. Ландау              |   |   |   |           |       |
| 1928 | Гаага   | II Олимпиада (сборная Италии, 3-я доска)                         |   |   |   | [ 1 ]     |       |
| 1931 | Прага   | IV Олимпиада (сборная Италии, 4-я доска)                         |   |   |   |           |       |
| 1936 | Мюнхен  | Неофициальная шахматная олимпиада (сборная Италии, 2-й запасной) |   |   |   |           |       |